# Jalapa, Chiapas
Jalapa är en ort i Mexiko.   Den ligger i kommunen Escuintla och delstaten Chiapas, i den sydöstra delen av landet, 800 km sydost om huvudstaden Mexico City. Jalapa ligger 922 meter över havet och antalet invånare är 303.
Terrängen runt Jalapa är bergig norrut, men söderut är den kuperad. Runt Jalapa är det ganska tätbefolkat, med 78 invånare per kvadratkilometer. Närmaste större samhälle är Escuintla, 15,2 km väster om Jalapa. I omgivningarna runt Jalapa växer i huvudsak städsegrön lövskog.